# A Minecraft Movie
A Minecraft Movie är en amerikansk fantasy-äventyrsfilm från 2025. Filmen är regisserad av Jared Hess, efter ett manus skrivet av Chris Bowman och Hubbel Palmer. Den är baserad på datorspelet Minecraft, utvecklat av Mojang Studios.
Filmen premiärvisades i London den 30 mars 2025 och hade biopremiär i Sverige den 4 april samma år, utgiven av Warner Bros.

## Handling
Garrett "The Garbage Man" Garrison, Henry, Natalie och Dawn kämpar med alltför vanliga problem när de plötsligt dras genom en mystisk portal in i Overworld, ett bisarrt, kubiskt underland som drivs av fantasi. För att komma hem måste de bemästra den här världen (och skydda den från onda saker som svin och zombies) samtidigt som de ger sig ut på ett magiskt uppdrag med Steve, en oväntad experthantverkare. Deras äventyr kommer att utmana alla fem att vara djärva och återknyta kontakten med de egenskaper som gör var och en av dem unikt kreativ, just de färdigheter de behöver för att trivas i den verkliga världen.

## Rollista (i urval)
- Jack Black – Steve
- Jason Momoa – Garrett "The Garbage Man" Garrison
- Danielle Brooks – Dawn
- Sebastian Eugene Hansen – Henry
- Emma Myers – Natalie
- Jennifer Coolidge – Vice Principal Marlene
- Matt Berry – Nitwit (röst)
- Kate McKinnon – Alex (röst)
- Jemaine Clement – Daryl och Bruce

Jens Bergensten, som fungerar som en av huvuddesignerna för Minecraft, gör ett cameo som servitör i filmen. En gris som bär en krona agerar som en hyllning till den avlidne youtubern Technoblade.

## Produktion
Filmen spelades in från mitten av januari 2024 till mitten av april 2024 i Nya Zeeland.

## Kritik
| ”                                                | Minecraftfilmen är en cynisk usel soppa | „ |
| – Julia Finnsjö, Svenska Dagbladet, 4 april 2025 |                                         |   |